# Bahnhof Dumbarton Central

Dumbarton Central ist ein Durchgangsbahnhof in der schottischen Stadt Dumbarton in West Dunbartonshire. 1984 wurde das Bahnhofsgebäude in die schottischen Denkmallisten in der höchsten Kategorie A aufgenommen.

## Verkehr
Der Bahnhof wurde im Jahre 1850 von der North British Railway als Teil der Caledonian and Dumbartonshire Junction Railway, die Bowling mit dem Pier in Balloch verband, als Dumbarton Station eröffnet und zwei Jahre später in Dumbarton Central Station umbenannt. Der heutige Bahnhof basiert auf einem Neubau der alten Bahnstation, die in diesem Zuge auch auf vier Gleise erweitert wurde. Neben der Caledonian and Dumbartonshire Junction Railway wurde Dumbarton von diesem Zeitpunkt an Endbahnhof der neueingerichteten Lanarkshire and Dunbartonshire Railway, die von Glasgow ausgehend entlang des nördlichen Clyde-Ufers verlief. Das vierte Gleis wurde nach 1976 entfernt. Heute wird der Bahnhof von Zügen der West Highland Line (Glasgow–Mallaig) und der North Clyde Line (Helensburgh beziehungsweise Balloch bis Glasgow beziehungsweise Edinburgh) bedient. Mit Dumbarton East verfügt die Stadt noch über einen zweiten Bahnhof.

## Beschreibung
Das einstöckige Bahnhofsgebäude ist zentrumsnah an der Station Road gelegen. Es weist Merkmale der Tudorgotik mit Backsteinverzierungen, einer auskragenden, zinnenbewehrten Brustwehr und teilweise von Blendpfeilern flankierte Spitzbogenfenstern auf. Die hölzerne Eingangstüre der um das Jahr 1900 errichteten Fahrkartenverkaufshalle weist Verzierungen auf. Des Weiteren sind dort Bleiglasfenster verbaut. Beidseitig führen verzierte, bogenförmige Aufgänge  mit dekorativen Kacheln und Fliesen zu den Bahnsteigen. Beide Bahnsteige sind identisch aufgebaut und verlaufen parallel.